# همستان
همستان (بالفارسية: همستان) هي قرية تقع في قسم بيشكوة موغوئي الريفي في إيران. يقدر عدد سكانها بـ 27 نسمة بحسب إحصاء 2016.